# Jalapa (gmina)

Położenie gminy Jalapa na mapie stanu Tabasco

Jalapa – gmina meksykańskiego stanu Tabasco, położona w jego południowo – środkowej części, której północny kraniec jest w odległości około 80 kilometrów od wybrzeża Zatoki Meksykańskiej. Jest jedną z 17 gmin w tym stanie. Siedzibą władz gminy jest miasto Jalapa. Nazwa gminy pochodzi od słów w języku nahuatl “Shal- apan”, oznaczające brzeg piasku.
Ludność gminy Jalapa w 2005 roku liczyła 33 595 mieszkańców, co czyniło ją przedostatnią gminą pod względem liczebności w stanie Tabasco.

## Geografia gminy

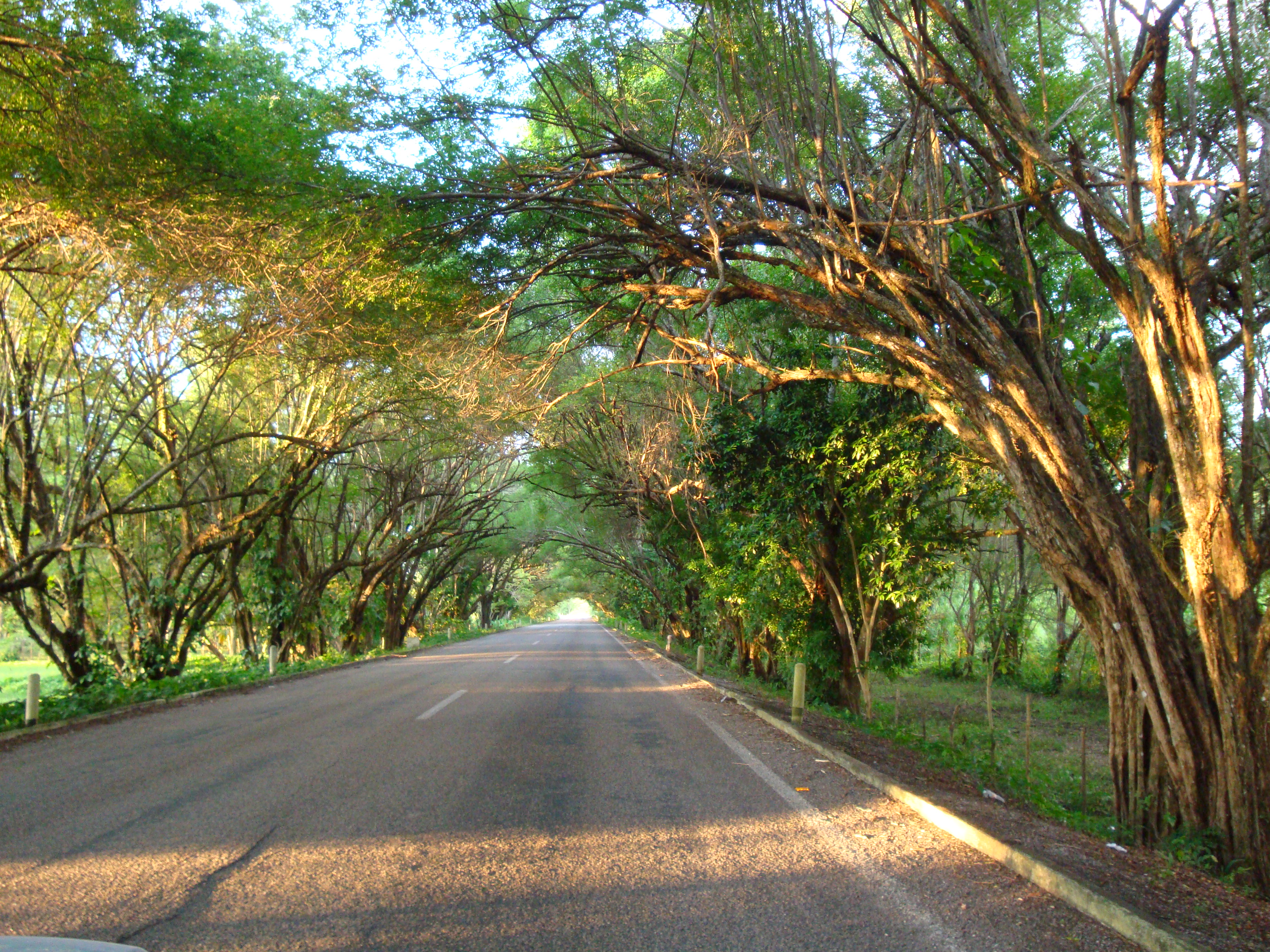
Tunel zieleni nad drogą Jalapa – Villahermosa

Powierzchnia gminy wynosi 642,91 km² zajmując tylko 2,6% powierzchni stanu, co czyni ją 11 gminą w stanie Tabasco. Obszar gminy jest równinny a położenie w odległości kilkudziesięciu kilometrów od Zatoki Meksykańskiej sprawia, że większość powierzchni jest nieznacznie wyniesione ponad poziom morza. Głównymi rzekami są Usumacinta i Grijalva. Teren gminy w dużej części pokryty jest lasami, które mają charakter lasów deszczowych.

## Klimat
Klimat jest ciepły ze średnią roczną temperaturą wynoszącą 25,7 °C oraz z niewielką roczną amplitudą, gdyż rekordowa temperatura najcieplejszego miesiąca (maj) wynosi 42 °C, podczas gdy rekordowa temperatura najchłodniejszego (styczeń) wynosi 10 °C. Wiatry znad Morza Karaibskiego (30%) oraz znad Zatoki Meksykańskiej (65%) przynoszą bardzo dużą masę wilgotnego powietrza, które przed wejściem w wyżej położone tereny stanu Chiapas uwalnia wodę powodując gwałtowne opady (głównie w porze deszczowej przypadającej w lecie), czyniąc klimat wilgotnym ze średniorocznym opadem na poziomie aż 3783 mm (w sierpniu średnio 728 mm w przeciwieństwie do "najsuchszego" miesiąca – kwietnia z ilością 81 mm).

## Gospodarka
Ludność gminy jest zatrudniona wg ważności w następujących gałęziach: rolnictwie, hodowli i rybołówstwie(53,3%), przetwórstwie rolno-spożywczym i przemyśle (14,8%) oraz w usługach, handlu i turystyce (29,3%). Najczęściej uprawia się kukurydzę, ryż, sorgo, fasolę oraz wiele gatunków sadowniczych m.in. mango, avokado, pomarańcze i bananowce. Z hodowli najpowszechniejsza jest hodowla bydła mięsnego i owiec.